# Giorgio Bartolini
Pour les articles homonymes, voir Bartolini.
Giorgio Bartolini (né le 29 septembre 1936 à Parme en Émilie-Romagne) est un joueur de football italien, qui jouait en tant que milieu de terrain offensif.
Au cours de sa carrière, Bartolini n'a évolué qu'avec trois clubs, tout d'abord celui de sa ville natale, Parme, ensuite celui de la Juventus (avec qui il dispute son premier match le 22 octobre 1955 lors d'un nul en championnat 2-2 contre Novare), et enfin celui de Ravenne.